# 无异议证明
无异议证明（英語：No Objection Certificate，通常缩写为NOC），也称无异议证书、不反对证明、不反对书、NOC函等，是由任何组织或特定情况下的个人签发的一种法定证明，证明其不反对某个事项。此证明主要被印度次大陸的大多数政府部门所要求。

## 例子

### 旅游目的
在尼泊尔逗留/工作的所有印度公民都需要NOC函才能从尼泊尔飞往第三国。